# 常家沟水库
常家沟水库是中国陕西省榆林市神木县境内的一座水库，位于窟野河上，建于1979年。水库正常库容为900万立方米，集雨面积为44平方千米，海拔为126米。